# Машава
Машава Мајн (енгл. Mashava) је насеље у Зимбабвеу 40 km источно од града Машвинго на путу за Звишаване. Уз насеље се налазе рудници злата „Гатс“ и „Кинг Мајнс“. 